# Станіслав Лещинський
Станісла́в I Лещи́нський (Станіслав Богуслав Лещинський, пол. Stanisław Bogusław Leszczyński; (20 жовтня 1677, Львів, Річ Посполита — 23 лютого 1766, Люневіль, Лотарингія)) — польський аристократ, магнат і державний діяч; правитель Речі Посполитої, король Польщі, Великий князь Литовський і Руський (1704–1711, 1733–1734), герцог Лотарингії (1737–1766), імперський граф Священної Римської імперії.
Представник шляхетського роду Лещинських гербу Венява. Небіж луцького латинського єпископа Богуслава Лещинського.
Повний титул: польською — Z Bożej łaski król Polski, wielki książę litewski, ruski, pruski, mazowiecki, żmudzki, inflancki, smoleński, siewierski i czernihowski, książę Lotaryngii i Barrois.
Українською: Божою Ласкою король Польщі, великий князь Литовський, Руський, Прусії, Мазовецький, Жмудський, Інфлянський, Смоленський, Сіверський, Черніговський, князь Лотарингії і Барруа.

## Біографія
Народився у Львові 20 жовтня 1677 року. Батько — Рафал Лещинський (1650—31.1.1703), підстолій, підскарбій, крайчий, стольник, хорунжий великий коронний, староста генеральний великопольський, воєвода ленчицький, познанський і каліський, староста мостиський. Мати — Анна Лещинська, донька Станіслава Яна Яблоновського (1660—29 серпня 1727, Шамбо). Станіслав був єдиним сином батьків. Був охрещений 21 жовтня 1677 року в Латинській катедрі Львова за участі діда — Станіслава Яна Яблоновського, руського воєводи, польного коронного гетьмана, майбутнього великого коронного гетьмана і краківського каштеляна.
2 квітня 1699 року став воєводою познанським. 12 липня 1704 року Лещинський за підтримки шведського короля Карла XII, військо якого в той час перебувало у Польщі, був обраний польським королем. 4 жовтня 1705 року в колегіаті святого Івана Хрестителя у Варшаві Львівський латинський архієпископ Константій Зелінський провів обряд коронації Станіслава Лещинського та його дружини Катажини Опалінської, назважаючи на заборони папи і не дотримавши при цьому традицій, оскільки її мав проводити примас Польщі (Радзейовський).
У 1703—1708 роках вів таємні переговори з гетьманом Іваном Мазепою про об'єднання України, Польщі і Литви у федеративну державу на засадах Гадяцького договору 1658, уклав угоду з гетьманом про спільну боротьбу проти Московського царства.
Після поразки шведсько-українських військ у Полтавській битві 1709 року Лещинський був змушений виїхати до Франції (його дочка Марія в 1725 році стала дружиною французького короля Людовика XV).

Герб Станіслава Лещинського як польського короля

Весною 1711 року вислав польський військовий відділ Юзефа Потоцького на допомогу гетьману Пилипу Орлику, який зробив спробу звільнити Гетьманщину з-під московської влади, здійснивши похід на Правобережну Україну.
У 1733 році за підтримки Франції вдруге став польським королем: 12 вересня 1733 року примас Теодор Потоцький на полі елекції у Волі проголосив його новим правителем. Але під тиском Росії, Австрії та Саксонії невдовзі змушений був зректися королівства. Під час війни за польську спадщину 1733—1735 років (між Росією, Австрією і Саксонією — з одної сторони та військами Лещинського і Францією — з другої) Лещинський та Дзіковські конфедерати, що його підтримували, були розбиті. За умовами Віденського миру 1738 року (прелімінарний з 3 жовтня 1735 року) Лещинський був змушений остаточно відмовитися від претензій на польський престол на користь Августа III. Повернувся у Францію, де дістав у володіння герцогство Лотарингію і князівство Бар.

## Смерть та поховання
5 лютого 1766 року зазнав сильних опіків, коли відкладав люльку, сидячи біля комина. Помер 23 лютого 1766 року від гангрени.
Спочатку похований в церкві Нотр-Дам де Бон Секур у Нансі, яку фундував. Церква була зруйнована під час Французької революції, а останки короля двічі були спаплюжені. У червні 1814 року Міхал Сокольницький забрав їх і перевіз до Познані з наміром поховати у Вавельському соборі. Відтоді їхня доля була невідома аж до 1924 року, коли їх знайшли в підвалі церкви св. Катерини в Ленінграді, звідки їх контрабандою переправили до Королівського замку у Варшаві. У 1926 році їх перенесли до однієї з кімнат королівського замку Вавель, звідки у 1938 році перенесли до Вавельського собору, спочатку до склепу Баторія, а згодом до склепу Сигізмунда..

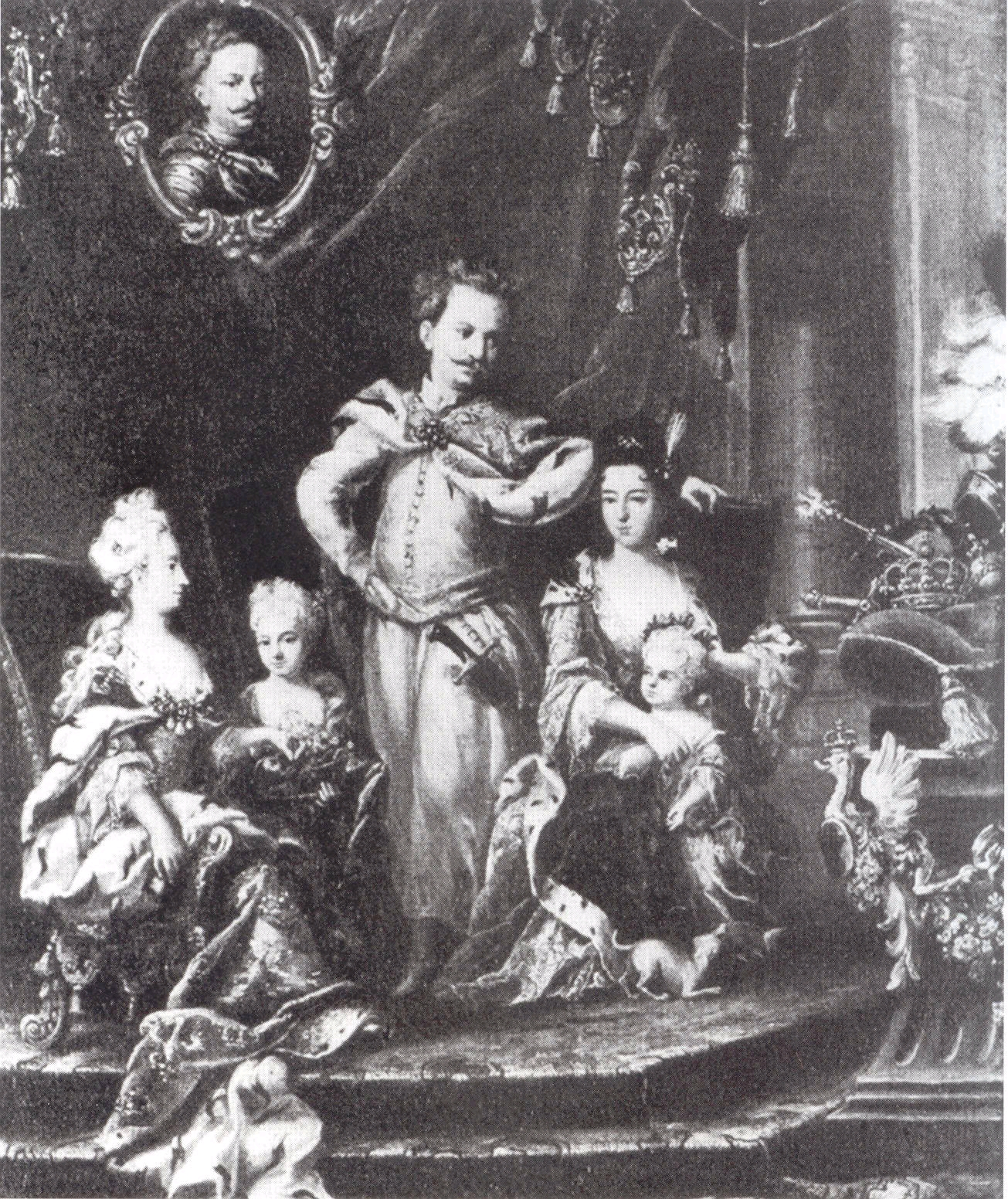
Портрет короля Станіслава Лещинського з родиною, 1709. Зліва направо: мати короля Анна, донька Анна, король, королева Катерина, донька Марія

## Родина
- ̈Мати — Анна Лещинська з Яблоновських (1660—1727)
- Дружина — Катерина Опалінська гербу Лодзя (1680—1747).

Діти:
- Анна[9] (1699—1717)[10], була похована в монастирі Грофінтал[de] (Саар)[9]
- Марія Зофія Кароліна Феліція (1703—1768) — королева Франції, дружина короля Людовика XV.[11]

## Цікаві факти
Станіслав Богуслав Лещинський є польським королем, який прожив найдовше (88 років та 4 місяці).
Автор книги «Вільний голос, що забезпечує свободу» (1733), в якій виступав за проведення реформ з метою зміцнення Речі Посполитої.

## Вшанування
1901 року на його честь була названа вулиця у Львові (тепер Братів Міхновських).